# هيريرويلا
بلدية هيريرويلا (بالإسبانية: Herreruela)‏، هي بلدية تقع في مقاطعة قصرش والتي تقع في منطقة إكستريمادورا، غرب إسبانيا.
يبلغ عدد سكانها 326 نسمة وفقاً لإحصائية سنة (2002).